# 小行星1486
小行星1486（1486 Marilyn）是一颗围绕太阳公转的小行星。1938年8月23日，歐仁·約瑟夫·德爾波特在于克勒发现了此天体。
該小行星以美國天文學家保羅·赫吉特的女兒瑪麗蓮·赫吉特（Marilyn Herget）命名。
这颗小行星的绝对星等为349.5641540996725等。